# Жорж Лакомб (режисер)
Жорж Лако́мб (фр. Georges Lacombe; 19 вересня 1902, Париж, Франція — 14 квітня  1990, Канни, Франція) — французький кінорежисер та сценарист.

## Біографія
Жорж Лакомб народився 19 вересня 1902 року в Парижі. За освітою — агроном. У 1923—1930 роках працював як асистент режисера у Рене Клера, Жана Гремійона та ін. У 1928 році дебютував як режисер документального фільму «Зона» про паризькі околиці та міські звалища.
У фільмах Лакомба 1930-х років відчувається вплив Рене Клера. Його найвдаліший фільм цього періоду — «Молодість» (1933), у якому ледь намічений сюжет служив приводом для серії ліричних сценок із життя парижан. В подальшому Лакомб використовує мотиви «поетичного реалізму» Жака Превера та Марселя Карне. Сентиментальність, властива режисерові, якнайповніше виразилася у фільмах «Небесні музиканти» (1939) та «Монмартри на Сені» (1941).
У фільмах Лакомба майже завжди знімалися першокласні актори (Жан-Луї Барро, Едіт Піаф, Ремю та ін.). У фільмі Жоржа Лакомба «Країна без зірок» (1946) зіграв свою першу значну роль Жерар Філіп. У фільмі «Ніч — моє царство» (1951) головну роль грав Жан Габен.
У 1960-1970-х роках Жорж Лакомб працював переважно на телебаченні, знімаючи телефільми та серіали.

## Фільмографія
| Рік  |     | Назва українською                                    | Оригінальна назва              | Режисер | Сценарист |
| ---- | --- | ---------------------------------------------------- | ------------------------------ | ------- | --------- |
| 1931 |     | Телефонний дзвінок                                   | Un coup de téléphone           | Так     |           |
| 1932 |     | Ця свиня Морен                                       | Ce cochon de Morin             | Так     |           |
| 1933 |     | Невидима жінка                                       | La femme invisible             | Так     |           |
| 1934 |     | Молодь                                               | Jeunesse                       | Так     |           |
| 1935 |     | Скандальне подружжя                                  | Les époux scandaleux           | Так     |           |
| 1936 |     | Щаслива дорога                                       | La route heureuse              | Так     |           |
| 1936 |     | Розташоване серце                                    | Le coeur dispose               | Так     |           |
| 1938 |     | Паризьке кафе                                        | Café de Paris                  | Так     | Так       |
| 1939 |     | За фасадом                                           | Derrière la façade             | Так     | Так       |
| 1940 |     | Небесні музиканти                                    | Les musiciens du ciel          | Так     |           |
| 1940 |     | Париж-Нью-Йорк                                       | Paris New-York                 | Так     |           |
| 1940 |     | Їх було 12 жінок                                     | Elles étaient douze femmes     | Так     |           |
| 1941 |     | Останній з шести                                     | Le dernier des six             | Так     |           |
| 1941 |     | Монмартри на Сені                                    | Montmartre sur Seine           | Так     | Так       |
| 1942 |     | Газета виходить о 5 годині                           | Le journal tombe à cinq heures | Так     |           |
| 1942 |     | Мосьє Миша                                           | Monsieur La Souris             | Так     |           |
| 1943 |     | Нескінченні сходи                                    | L'escalier sans fin            | Так     |           |
| 1944 |     | Божевільна Флоранс                                   | Florence est folle             | Так     |           |
| 1946 |     | Країна без зірок                                     | Le pays sans étoiles           | Так     | Так       |
| 1946 |     | Мартін Руманьяк                                      | Martin Roumagnac               | Так     | Так       |
| 1948 |     | Засуджені                                            | Les condamnés                  | Так     |           |
| 1950 |     | Прелюдія слави                                       | Prélude à la gloire            | Так     |           |
| 1951 |     | Ніч — моє царство                                    | La nuit est mon royaume        | Так     |           |
| 1952 |     | Сім смертних гріхів (епізод «Восьмий смертний гріх») | Les sept péchés capitaux       | Так     |           |
| 1953 |     | Заклик долі                                          | L'appel du destin              | Так     |           |
| 1953 |     | Їхня остання ніч                                     | Leur dernière nuit             | Так     | Так       |
| 1955 |     | Вуличне світло                                       | La lumière d'en face           | Так     |           |
| 1958 |     | Білий вантаж                                         | Cargaison blanche              | Так     |           |
| 1958 |     | Мій нещасний батько                                  | Mon coquin de père             | Так     | Так       |
| 1962 | т/с | Інспектор Леклерк досліджує                          | L'inspecteur Leclerc enquête   | Так     |           |
| 1970 | т/ф | Мосьє де Пурсоньяк                                   | Monsieur de Pourceaugnac       | Так     |           |

## Визнання
| Рік                                    | Категорія                                    | Фільм                                | Результат |
| -------------------------------------- | -------------------------------------------- | ------------------------------------ | --------- |
| Венеційський міжнародний кінофестиваль |                                              |                                      |           |
| 1934                                   | Кубок Муссоліні за найкращий іноземний фільм | Молодь                               | Номінація |
| 1939                                   | Кубок Муссоліні за найкращий іноземний фільм | За фасадом (спільно з Івом Мірандом) | Номінація |
| 1951                                   | Золотий лев                                  | Ніч — моє царство                    | Номінація |